# Fontaine de Gex
La fontaine de Gex ou fontaine des Quatre Goulettes est une fontaine située à Gex, en France.

## Description
La fontaine est située dans le département français de l'Ain, sur la commune de Gex. L'édifice est inscrit au titre des monuments historiques en 1929.